# Eres
Pour l’article homonyme, voir Éditions Érès.
Eres est une entreprise de vêtements balnéaires créée en mai 1968 par Irène Leroux. Cette entreprise appartient au groupe Chanel.

## Présentation
L'entreprise est fondée en 1968 place de la Madeleine par Irène Leroux ; elle reprend l'entreprise de maillots de bain de ses parents qui ne vendait que de manière saisonnière et décide de vendre des maillots de bain toute l'année : « on me traitait de folle » dira-t-elle. Elle simplifie les modèles, en supprimant les armatures, les baleines et les coques des soutiens-gorge. En 1971, elle propose le bikini dépareillé : couleurs, taille et modèles sont au choix.
En 1996, Chanel rachète l'entreprise, et Irène Leroux conserve la direction artistique.
Forte de sa notoriété internationale et deux ans après le rachat par Chanel, elle décide d’étendre ses compétences en 1998, en créant une ligne de lingerie, puis une ligne shapewear quelques années plus tard.
En 2007, Irène Leroux cède sa place à Valérie Delafosse, ancienne styliste pour Princesse tam.tam et pour de nombreuses autres marques,. L'entreprise développe alors son image dans le domaine de la lingerie, et édite une collection de vernis à ongles.
Eres dispose de son propre Lycra très résistant, breveté, surnommé « peau douce », mis au point à la demande d'Irène Leroux. La marque utilise également un textile surnommé « toile de parachute », séchant très rapidement.
La griffe, reconnue pour ses créations sobres, minimalistes et colorées, est désormais présente dans plusieurs centaines de points de vente, essentiellement des grands magasins, à Paris, Cannes, Saint-Tropez, Palm Beach, Los Angeles ou encore New York, ainsi que de nombreuses boutiques en propre en Europe dont une dizaine en France. Les ateliers de la marque sont situés boulevard Voltaire, à Paris.
En 2013, Marie-Paule Minchelli (directrice studio chez Eres depuis 2008) et Yasmine Eslami remplacent Valérie Delafosse à la direction artistique. La première est responsable des collections de lingerie tandis que la seconde se voit confier les collections plage,. Marie-Paule Minchelli est la seule directrice artistique, depuis 2008.